# Coupe de France de hockey sur glace 2017-2018
Navigation
Coupe de France 2017 Coupe de France 2019
La Coupe de France 2018 de hockey sur glace est la vingt-cinquième édition de cette compétition organisée par la Fédération française de hockey sur glace. 
La finale, le 28 janvier 2018 à l'AccorHotels Arena de Paris, voit les Lions de Lyon remporter le trophée pour la première fois de leur histoire face à Gap (qui jouait aussi sa première finale de coupe) sur le score de 2-0. Le premier but, en seconde période (35 min 45 s), est réalisé sur une déviation du palet par Norbert Abramov sur un tir de Jordan Sims. Après récupération de la rondelle, le second but lyonnais est l'œuvre de Dave Labrecque en cage vide à 64 secondes de la fin du match. 
Rouen et Grenoble les deux derniers vainqueurs ont été éliminés par les Gapençais, respectivement, en demi-finale et en quart de finale.

## Présentation
La Coupe de France est jouée sous la forme d'une compétition à élimination directe, chaque rencontre devant déterminer un vainqueur. S'il y a égalité à l'issue du temps réglementaire, une période de prolongation de dix minutes est jouée, suivie si nécessaire d'une séance de tirs au but. Chaque rencontre est déterminée par tirage au sort. À la suite de réformes, tous les clubs de Saxoprint Ligue Magnus, de Division 1 et de Division 2 ont l'obligation de participer. 
Le calendrier de la coupe est le suivant :
- Premier tour : 7 octobre 2017
- Seizièmes de finale : 24 octobre 2017
- Huitièmes de finale : 21 novembre 2017
- Quarts de finale : 20 décembre 2017
- Demi-finales : 9 janvier 2018
- Finale : 28 janvier 2018

| Tour                | Division | Division | Division | Division |
| Tour                | Saxoprint Ligue Magnus (SLM) | Division 1 (D1) | Division 2 (D2) | Division 3 (D3) |
| ------------------- | --- | --- | --- | --- |
| Premier tour        | | Chevaliers du lac d'Annecy Drakkars de Caen Jokers de Cergy-Pontoise Dogs de Cholet Corsaires de Dunkerque Aigles de La Roche-sur-Yon Yétis du Mont-Blanc Corsaires de Nantes Bisons de Neuilly-sur-Marne Remparts de Tours | Galaxians d'Amnéville Gaulois de Châlons-en-Champagne Éléphants de Chambéry Sangliers Arvernes de Clermont Ducs de Dijon Jets d'Évry Viry Taureaux de feu de Limoges Spartiates de Marseille Comètes de Meudon Vipers de Montpellier Français volants de Paris Renards de Roanne Bélougas de Toulouse-Blagnac Lynx de Valence Diables rouges de Valenciennes Ours de Villard-de-Lans Lions de Wasquehal | Caribous de Seine-et-Marne Pumas de Fontenay Grizzly de Garges Pingouins de Morzine-Avoriaz Renards d'Orléans Dragons de Poitiers |
| Seizièmes de finale | Gothiques d'Amiens Ducs d'Angers Boxers de Bordeaux Pionniers de Chamonix Mont-Blanc Gamyo Épinal Rapaces de Gap Brûleurs de loups de Grenoble Lions de Lyon Scorpions de Mulhouse Aigles de Nice Dragons de Rouen Étoile noire de Strasbourg | Hormadi Anglet Albatros de Brest Diables rouges de Briançon Bouquetins du HCMP | | |

## Premier tour
| 7 octobre 2017 | Amnéville (D2) | 3-1 (1-0, 1-0, 1-1) | Évry Viry (D2) | Patinoire du Centre de Loisirs 220 spectateurs |

| Feuille de match | Feuille de match | Feuille de match | Feuille de match            | Feuille de match                                                                |
| ---------------- | --- | ---------------- | --------------------------- | ------------------------------------------------------------------------------- |
|                  | Maccioni (Dutkovič, Jenista) — 11 min 37 s Zib (Maccioni, Thomas) — 24 min 32 s - Veres (Dutkovič, Vorobïev) — 50 min 41 s (SN) | 1-0 2-0 2-1 3-1  | - Boby — 49 min 49 s (TP) - | Arbitrage : Armand Bornais Juges de lignes : Johan Fauvel et Johan Kirschenbaum |
| Casenky          | Gardiens | Smik             |                             | Arbitrage : Armand Bornais Juges de lignes : Johan Fauvel et Johan Kirschenbaum |
| 18 min           | Pénalités | 28 min           |                             | Arbitrage : Armand Bornais Juges de lignes : Johan Fauvel et Johan Kirschenbaum |
|                  | |                  |                             | Arbitrage : Armand Bornais Juges de lignes : Johan Fauvel et Johan Kirschenbaum |

| 7 octobre 2017 | Dammarie-lès-Lys (D3) | 0-8 (0-1, 0-4, 0-3) | Français volants (D2) | Patinoire de la Cartonnerie 356 spectateurs |

| Feuille de match | Feuille de match | Feuille de match                | Feuille de match | Feuille de match                                                                 |
| ---------------- | ---------------- | ------------------------------- | --- | -------------------------------------------------------------------------------- |
|                  | -                | 0-1 0-2 0-3 0-4 0-5 0-6 0-7 0-8 | Gourgand (Motte) — 12 min 31 s Mazzone (Peret, Motte) — 24 min 20 s Motte (Mazzone, Delecour) — 27 min (SN) Kouzmin — 28 min 2 s Gourgand (Motte) — 31 min 23 s Gourgand (Peret, Jaffeux) — 45 min 13 s (SN) Motte (Peret, Kouzmin) — 59 min 7 s (IN) Motte — 59 min 49 s (IN) | Arbitrage : Guillaume Gardiol Juges de lignes : Théo Armbruster et Romain Honoré |
|                  |                  |                                 | | Arbitrage : Guillaume Gardiol Juges de lignes : Théo Armbruster et Romain Honoré |
| 16 min           | Pénalités        | 22 min                          | | Arbitrage : Guillaume Gardiol Juges de lignes : Théo Armbruster et Romain Honoré |
|                  |                  |                                 | | Arbitrage : Guillaume Gardiol Juges de lignes : Théo Armbruster et Romain Honoré |

| 7 octobre 2017 | Fontenay (D3) | 0-13 (0-4, 0-3, 0-6) | Neuilly-sur-Marne (D1) | Patinoire Salvador Allende 123 spectateurs |

| Feuille de match | Feuille de match | Feuille de match                                        | Feuille de match | Feuille de match                                                             |
| ---------------- | ---------------- | ------------------------------------------------------- | --- | ---------------------------------------------------------------------------- |
|                  | -                | 0-1 0-2 0-3 0-4 0-5 0-6 0-7 0-8 0-9 0-10 0-11 0-12 0-13 | Cardinal (Saliji) — 3 s Bouchard (Cardinal, Dubuc) — 2 min 19 s (SN) Saliji (Bouchard, Dubuc) — 8 min 4 s Bouchard (Wigginton, Diaferia) — 16 min 9 s (SN) Orehek (Míka) — 20 min 28 s Saliji (Cardinal, McSween) — 37 min 49 s (SN) Grieco (Guimbard) — 39 min 7 s Saliji (Dubuc, Bouchard) — 43 min 11 s Diaferia (Wigginton) — 47 min 38 s Moktari (Orehez, Raibon) — 48 min 35 s Diaferia (Wigginton) — 52 min 48 s Guimbard (Bernier, Slupski) — 54 min 48 s Míka (Slupski, Dubé) — 57 min 34 s | Arbitrage : Pascal Telliez Juges de lignes : Jérémy Metais et Louis Bachetti |
| Frachon          | Gardiens         | Sopko Souchere                                          | | Arbitrage : Pascal Telliez Juges de lignes : Jérémy Metais et Louis Bachetti |
| 10 min           | Pénalités        | 4 min                                                   | | Arbitrage : Pascal Telliez Juges de lignes : Jérémy Metais et Louis Bachetti |
|                  |                  |                                                         | | Arbitrage : Pascal Telliez Juges de lignes : Jérémy Metais et Louis Bachetti |

| 7 octobre 2017 | Châlons-en-Champagne (D2) | 3-5 (2-5, 0-0, 1-0) | Valenciennes (D2) | Patinoire Cités Glace 623 spectateurs |

| Feuille de match | Feuille de match                                                                                           | Feuille de match                | Feuille de match | Feuille de match                                                                           |
| ---------------- | --- | ------------------------------- | --- | ------------------------------------------------------------------------------------------ |
|                  | - Pernot (Mikula, Lohou) — 2 min 1 s - Bais — 17 min 43 s - Kubovčík (Matejka, Janči) — 46 min 57 s (2 SN) | 0-1 1-1 1-2 1-3 2-3 2-4 2-5 3-5 | Giguere (Parras) — 45 s - Rouillard (Prokop) — 7 min 9 s Parras — 10 min 4 s (IN) - Parras (Skokor, Prokop) — 18 min 18 s (IN) Skokor — 19 min 3 s (IN) - | Arbitrage : Philippe Frossard Juges de lignes : Christophe Moncozet et Aurélien Smeeckaert |
| Célestin         | Gardiens                                                                                                   | Sedlacko                        | | Arbitrage : Philippe Frossard Juges de lignes : Christophe Moncozet et Aurélien Smeeckaert |
| 12 min           | Pénalités                                                                                                  | 23 min                          | | Arbitrage : Philippe Frossard Juges de lignes : Christophe Moncozet et Aurélien Smeeckaert |
|                  | |                                 | | Arbitrage : Philippe Frossard Juges de lignes : Christophe Moncozet et Aurélien Smeeckaert |

| 7 octobre 2017 | Wasquehal (D2) | 1-6 (1-1, 0-2, 0-3) | Dunkerque (D1) | Patinoire Serge Charles Lille 400 spectateurs |

| Feuille de match | Feuille de match                     | Feuille de match            | Feuille de match | Feuille de match                                                              |
| ---------------- | ------------------------------------ | --------------------------- | --- | ----------------------------------------------------------------------------- |
|                  | - Canaguier (Domian) — 18 min 32 s - | 0-1 1-1 1-2 1-3 1-4 1-5 1-6 | Direr (Martial) — 8 min 10 s (SN) - Young (Budínský) — 25 min 25 s Parisot (Blinka) — 33 min 52 s Ballet (Budínský, Mikušovič) — 52 min 26 s Young (Budínský, Houque) — 54 min 32 s Houque (Mikušovič, Budínský) — 59 min 21 s | Arbitrage : Julien Peyre Juges de lignes : Antoine Debucquet et Jérémy Collin |
| Martel           | Gardiens                             | Chimienti                   | | Arbitrage : Julien Peyre Juges de lignes : Antoine Debucquet et Jérémy Collin |
| 8 min            | Pénalités                            | 10 min                      | | Arbitrage : Julien Peyre Juges de lignes : Antoine Debucquet et Jérémy Collin |
|                  |                                      |                             | | Arbitrage : Julien Peyre Juges de lignes : Antoine Debucquet et Jérémy Collin |

| 7 octobre 2017 | Orléans (D3) | 0-14 (0-6, 0-4, 0-4) | Tours (D1) | Patinoire du Baron 385 spectateurs |

| Feuille de match | Feuille de match | Feuille de match                                             | Feuille de match | Feuille de match                                                                                  |
| ---------------- | ---------------- | ------------------------------------------------------------ | --- | ------------------------------------------------------------------------------------------------- |
|                  | -                | 0-1 0-2 0-3 0-4 0-5 0-6 0-7 0-8 0-9 0-10 0-11 0-12 0-13 0-14 | Crosnier — 2 min 25 s Crosnier (Dana) — 2 min 37 s Dana (Franck, Giorgi) — 8 min 54 s (2 SN) Gabaj (Coubret, Downey) — 13 min 12 s (SN) Coubret (Gabas) — 15 min 51 s Gabaj (Coubret, Downey) — 19 min 50 s Dordet (Phillips, Laine) — 21 min 5 s Phillips (Kluuskeri, Plat) — 29 min 8 s Plat (Olsen-Syversen, David) — 33 min 59 s Gabaj (Downey, Coubret) — 37 min 1 s Phillips (Dordet) — 44 min 18 s Buonincontri (Olsen-Syversen) — 47 min 44 s (2 SN) Buonincontri — 57 min 7 s Camy-Sarty (Franck, Crosnier) — 58 min 59 s | Arbitrage : Vincent Peignaut Juges de lignes : Sueva Torribio-Rousselin et Jean-Baptiste Maillard |
| Bachan           | Gardiens         | Fontaine                                                     | | Arbitrage : Vincent Peignaut Juges de lignes : Sueva Torribio-Rousselin et Jean-Baptiste Maillard |
| 24 min           | Pénalités        | 18 min                                                       | | Arbitrage : Vincent Peignaut Juges de lignes : Sueva Torribio-Rousselin et Jean-Baptiste Maillard |
|                  |                  |                                                              | | Arbitrage : Vincent Peignaut Juges de lignes : Sueva Torribio-Rousselin et Jean-Baptiste Maillard |

| 7 octobre 2017 | Meudon (D2) | 0-6 (0-3, 0-2, 0-1) | Cergy-Pontoise (D1) | Patinoire de Meudon 250 spectateurs |

| Feuille de match               | Feuille de match | Feuille de match        | Feuille de match | Feuille de match                                                             |
| ------------------------------ | ---------------- | ----------------------- | --- | ---------------------------------------------------------------------------- |
|                                | -                | 0-1 0-2 0-3 0-4 0-5 0-6 | Šinkovič (Blakseth Huse, Pälve) — 12 min 24 s Bureau-Blais (Caron, L. Cuzin) — 13 min 14 s Šinkovič (Pälve) — 15 min 3 s S. Guillon (Dicharry, Lemaire) — 26 min 2 s Pälve (A. Cuzin, Blakseth Huse) — 35 min 41 s Šinkovič (W. Guillon, Pisarik) — 58 min 41 s | Arbitrage : Romain Herrault Juges de lignes : Romain Bispo et Cédric Turbert |
| Noale (40 min) Bonnet (20 min) | Gardiens         | Barrier                 | | Arbitrage : Romain Herrault Juges de lignes : Romain Bispo et Cédric Turbert |
| 20 min                         | Pénalités        | 10 min                  | | Arbitrage : Romain Herrault Juges de lignes : Romain Bispo et Cédric Turbert |
|                                |                  |                         | | Arbitrage : Romain Herrault Juges de lignes : Romain Bispo et Cédric Turbert |

| 7 octobre 2017 | Garges (D3) | 0-21 (0-4, 0-8, 0-9) | Caen (D1) | Patinoire du Val de France |

| Feuille de match                         | Feuille de match | Feuille de match                                                                                | Feuille de match | Feuille de match                                                                      |
| ---------------------------------------- | ---------------- | ----------------------------------------------------------------------------------------------- | --- | ------------------------------------------------------------------------------------- |
|                                          | -                | 0-1 0-2 0-3 0-4 0-5 0-6 0-7 0-8 0-9 0-10 0-11 0-12 0-13 0-14 0-15 0-16 0-17 0-18 0-19 0-20 0-21 | Labanowicz (Kuhn, O'Connor) — 42 s Delbaere (Keirstead, Kuhn) — 7 min 49 s Zoubov (Miquelot, Riabev) — 10 min 12 s Riabev (Darge) — 13 min 11 s (SN) Kuhn (Delbaere, Keirstead) — 20 min 35 s Riabev (Colombin) — 21 min 34 s Keirstead (Kuhn) — 31 min 32 s Riabev (Darge) — 32 min 26 s Kuhn (O'Connor) — 33 min 40 s (IN) Kuhn (Brannon) — 36 min 46 s Miquelot (Darge) — 38 min 44 s Darge (Riabev) — 39 min 12 s Delbaere (Kuhn, Keirstead) — 43 min 37 s (IN) Riabev (Darge, Miquelot) — 45 min 58 s Delbaere (Keirstead) — 46 min 17 s Ferey (Durand) — 47 min 30 s O'Connor (Delbaere, Kuhn) — 49 min 42 s Zoubov (Riabev, Durand) — 51 min 9 s Delbaere (Kuhn) — 56 min 53 s Riabev (Darge) — 57 min 51 s Labanowicz (Robert) — 59 min 32 s | Arbitrage : Stéphane Rousselin Juges de lignes : Jason Thorrignac et Maxime Laboulais |
| Jespersen (40 min) Andrianasolo (20 min) | Gardiens         | Blanc                                                                                           | | Arbitrage : Stéphane Rousselin Juges de lignes : Jason Thorrignac et Maxime Laboulais |
| 8 min                                    | Pénalités        | 2 min                                                                                           | | Arbitrage : Stéphane Rousselin Juges de lignes : Jason Thorrignac et Maxime Laboulais |
|                                          |                  |                                                                                                 | | Arbitrage : Stéphane Rousselin Juges de lignes : Jason Thorrignac et Maxime Laboulais |

| 7 octobre 2017 | Cholet (D1) | 6-2 (2-0, 1-1, 3-1) | La Roche-sur-Yon (D1) | Pôle Sportif Glisséo |

| Feuille de match | Feuille de match | Feuille de match                          | Feuille de match                                                                         | Feuille de match                                                                       |
| ---------------- | --- | ----------------------------------------- | ---------------------------------------------------------------------------------------- | -------------------------------------------------------------------------------------- |
|                  | Klejna — 11 min 37 s (TP) Freeman (Mrkvička, Szabo) — 13 min 29 s Kristín (Mrkvička, Borovsky) — 25 min 32 s (2 SN) - Kristín (Mrkvička, Klejna) — 41 min 34 s (SN) - Grofek (Szabo, Doyle) — 58 min 19 s McGovern (Kristín, Mrena) — 58 min 42 s | 1-0 2-0 3-0 3-1 4-1 4-2 5-2 6-2           | - Lalanne (Holecko, Hoomaian) — 39 min 30 s - Farkasovsky (Hale, Piatak) — 45 min 51 s - | Arbitrage : Alexandre Bourreau Juges de lignes : Joffrey Yssembourg et Vincent Villard |
| Depanian         | Gardiens | Sarrazin (23 min 42 s) Peksa (36 min 18s) |                                                                                          | Arbitrage : Alexandre Bourreau Juges de lignes : Joffrey Yssembourg et Vincent Villard |
| 6 min            | Pénalités | 16 min                                    |                                                                                          | Arbitrage : Alexandre Bourreau Juges de lignes : Joffrey Yssembourg et Vincent Villard |
|                  | |                                           |                                                                                          | Arbitrage : Alexandre Bourreau Juges de lignes : Joffrey Yssembourg et Vincent Villard |

| 7 octobre 2017 | Poitiers (D3) | 0-14 (0-5, 0-7, 0-2) | Nantes (D1) | Patinoire municipale de Poitiers 320 spectateurs |

| Feuille de match                              | Feuille de match | Feuille de match                                             | Feuille de match | Feuille de match                                                                         |
| --------------------------------------------- | ---------------- | ------------------------------------------------------------ | --- | ---------------------------------------------------------------------------------------- |
|                                               | -                | 0-1 0-2 0-3 0-4 0-5 0-6 0-7 0-8 0-9 0-10 0-11 0-12 0-13 0-14 | Motreff (Fillion, Dugast) — 6 min 37 s Fillion (Peronnard, Dugast) — 14 min 18 s Dugast (Peronnard, Fillion) — 17 min 5 s (SN) Asselin (Léveillé) — 18 min 26 s Grand-Maison (Léveillé) — 19 min 13 s Grand-Maison (Asselin, Fabian) — 22 min 4 s Fillion — 23 min 13 s Léveillé (Grand-Maison, Martinka) — 24 min 50 s Motreff (Peronnard, Fillion) — 30 min 27 s Peronnard (Fillion, Joerger) — 33 min 45 s Dugast — 38 min 25 s Jouanny (Valade) — 38 min 46 s Léveillé — 41 min 31 s Asselin — 51 min 39 s | Arbitrage : Jean-Michel Hamont Juges de lignes : Florian Tocqueville et Leevan Thiebault |
| Lancman (30 min 27 s) Ramonatxo (29 min 33 s) | Gardiens         | Lapointe                                                     | | Arbitrage : Jean-Michel Hamont Juges de lignes : Florian Tocqueville et Leevan Thiebault |
| 8 min                                         | Pénalités        | 8 min                                                        | | Arbitrage : Jean-Michel Hamont Juges de lignes : Florian Tocqueville et Leevan Thiebault |
|                                               |                  |                                                              | | Arbitrage : Jean-Michel Hamont Juges de lignes : Florian Tocqueville et Leevan Thiebault |

|  | Dijon (D2) | - | Clermont-Ferrand (D2) |  |

| 7 octobre 2017 | Roanne (D2) | 3-5 (1-0, 0-3, 2-2) | Limoges (D2) | Patinoire Fontalon 252 spectateurs |

| Feuille de match | Feuille de match | Feuille de match                | Feuille de match | Feuille de match                                                                     |
| ---------------- | --- | ------------------------------- | --- | ------------------------------------------------------------------------------------ |
|                  | Touveron (Cirgues, Lamothe) — 12 min 23 s (IN) - Beaulieu (Frédéric Lemay-Bégin, Houde) — 45 min 29 s - Lemay-Bégin — 55 min 46 s | 1-0 1-1 1-2 1-3 2-3 2-4 2-5 3-5 | - Dumélié (Griet) — 26 min 36 s Mameri (Toukmatchev, Dumélié) — 31 min 31 s Toukmatchev (Dumélié) — 33 min 51 s (SN) - Griet — 49 min 37 s (IN) Eischen (Dumélié) — 55 min 8 s (SN) - | Arbitrage : Guillaume Florentin Juges de lignes : Alexia Cheyroux et Olivier Salicio |
| Bonnefond        | Gardiens | Laufray                         | | Arbitrage : Guillaume Florentin Juges de lignes : Alexia Cheyroux et Olivier Salicio |
| 22 min           | Pénalités | 24 min                          | | Arbitrage : Guillaume Florentin Juges de lignes : Alexia Cheyroux et Olivier Salicio |
|                  | |                                 | | Arbitrage : Guillaume Florentin Juges de lignes : Alexia Cheyroux et Olivier Salicio |

| 7 octobre 2017 | Montpellier (D2) | 1-3 (0-2, 0-1, 1-0) | Toulouse-Blagnac (D2) | Patinoire Végapolis 540 spectateurs |

| Feuille de match                       | Feuille de match                         | Feuille de match | Feuille de match                                                                                                | Feuille de match                                                                           |
| -------------------------------------- | ---------------------------------------- | ---------------- | --- | ------------------------------------------------------------------------------------------ |
|                                        | - Saunier (Florian, Xavier) — 41 min 1 s |                  | Saint-André (Martin-Whalen) — 5 min 4 s Saint-André — 18 min 43 s (SN) Krukoff (Pommier) — 21 min 33 s (2 SN) - | Arbitrage : Benjamin Scolari Juges de lignes : Alexandre Donat-Magnin et Tristan Rodriguez |
| Macrez (21 min 33s) Božík (38 min 27s) | Gardiens                                 | Kubiš            | | Arbitrage : Benjamin Scolari Juges de lignes : Alexandre Donat-Magnin et Tristan Rodriguez |
| 20 min                                 | Pénalités                                | 20 min           | | Arbitrage : Benjamin Scolari Juges de lignes : Alexandre Donat-Magnin et Tristan Rodriguez |
|                                        |                                          |                  | | Arbitrage : Benjamin Scolari Juges de lignes : Alexandre Donat-Magnin et Tristan Rodriguez |

| 7 octobre 2017 | Marseille (D2) | 6-4 (1-0, 2-3, 3-1) | Mont-Blanc (D1) | Palais omnisports Marseille Grand Est 240 spectateurs |

| Feuille de match | Feuille de match | Feuille de match                        | Feuille de match | Feuille de match                                                                 |
| ---------------- | --- | --------------------------------------- | --- | -------------------------------------------------------------------------------- |
|                  | Vrtek (Deshaies) — 8 min 23 s (SN) Novotný (Logozzo) — 22 min 18 s - Deshaies (Jayat, Geffroy) — 32 min 52 s (SN) - Logozzo (Deshaies, Jayat) — 43 min 11 s (SN) Westerlund (Vrtek, McNaughton) — 44 min 43 s (SN) - Novotný (Villiot) — 58 min 1 s | 1-0 2-0 2-1 3-1 3-2 3-3 4-3 5-3 5-4 6-4 | - Hučko (Bícha) — 27 min 38 s (IN) - Loizeau (Bícha) — 38 min 1 s Bícha (Hučko) — 38 min 44 s - Cocar (Bícha) — 46 min 27 s (2 SN) - | Arbitrage : Laurent Vaissaire Juges de lignes : Eric Briolat et Benjamin Auméras |
| Koutský          | Gardiens | Sanyas                                  | | Arbitrage : Laurent Vaissaire Juges de lignes : Eric Briolat et Benjamin Auméras |
| 20 min           | Pénalités | 26 min                                  | | Arbitrage : Laurent Vaissaire Juges de lignes : Eric Briolat et Benjamin Auméras |
|                  | |                                         | | Arbitrage : Laurent Vaissaire Juges de lignes : Eric Briolat et Benjamin Auméras |

| 7 octobre 2017 | Villard-de-Lans (D2) | 0-4 (0-3, 0-0, 0-1) | Annecy (D1) | Patinoire André Ravix 400 spectateurs |

| Feuille de match                           | Feuille de match | Feuille de match | Feuille de match                                                                                             | Feuille de match                                                             |
| ------------------------------------------ | ---------------- | ---------------- | --- | ---------------------------------------------------------------------------- |
|                                            | -                | 0-1 0-2 0-3 0-4  | Jelen (Carbonell) — 1 min 17 s Jelen (Papa) — 4 min 26 s Jelen (Carbonell) — 14 min 10 s Belov — 44 min 40 s | Arbitrage : Didier Drif Juges de lignes : Damien Icard et Bastien Germaneaud |
| Carrier (29 min 44s) Zvědělík (30 min 16s) | Gardiens         | Accarier         | | Arbitrage : Didier Drif Juges de lignes : Damien Icard et Bastien Germaneaud |
| 58 min                                     | Pénalités        | 36 min           | | Arbitrage : Didier Drif Juges de lignes : Damien Icard et Bastien Germaneaud |
|                                            |                  |                  | | Arbitrage : Didier Drif Juges de lignes : Damien Icard et Bastien Germaneaud |

| 7 octobre 2017 | Morzine-Avoriaz (D3) | 6-4 (3-2, 1-2, 2-0) | Chambéry (D2) | Škoda Arena 350 spectateurs |

| Feuille de match | Feuille de match | Feuille de match                          | Feuille de match | Feuille de match                                                               |
| ---------------- | --- | ----------------------------------------- | --- | ------------------------------------------------------------------------------ |
|                  | - Martinec (Besson, Boccassini) — 12 min 25 s Martinec (Bataillé) — 14 min 55 s Besson (Martinec, Bittner) — 16 min 36 s (IN) - Martinec — 31 min 58 s Coffy (Bataillé, Besson) — 52 min 56 s (SN) Besson — 59 min 30 s (CV) | 0-1 1-1 2-1 3-1 3-2 3-3 3-4 4-4 5-4 6-4   | Loukianov (Sadoine, Broyer) — 11 min 23 s - Marcinek (Lavrov) — 17 min 27 s (SN) Werthner (Broyer, Lavrov) — 28 min 14 s Andersson (Joanette, Marcon) — 28 min 41 s - | Arbitrage : Alexis Grabit Juges de lignes : Laëtitia Garnier et Florian Robert |
| Brázdil          | Gardiens | Collos (31 min 58 s) Catelin (28 min 2 s) | | Arbitrage : Alexis Grabit Juges de lignes : Laëtitia Garnier et Florian Robert |
| 36 min           | Pénalités | 24 min                                    | | Arbitrage : Alexis Grabit Juges de lignes : Laëtitia Garnier et Florian Robert |
|                  | |                                           | | Arbitrage : Alexis Grabit Juges de lignes : Laëtitia Garnier et Florian Robert |

## Seizièmes de finale
| 24 octobre 2017 | Courchevel-Méribel-Pralognan (D1) | 0-9 (0-3, 0-1, 0-5) | Lyon (SLM) | Patinoire de Courchevel 418 spectateurs |

| Feuille de match | Feuille de match | Feuille de match                         | Feuille de match | Feuille de match                                                               |
| ---------------- | ---------------- | ---------------------------------------- | --- | ------------------------------------------------------------------------------ |
|                  | -                | 0-1 0-2 0-3 0-4 0-5 0-6 0-7 0-8 0-9      | Custosse (Mickēvičs, Ankerst) — 11 min 2 s Labrecque (Correia, Gerling) — 11 min 51 s Gerling (Correia, Labrecque) — 17 min 1 s Ankerst (Mickēvičs, Roussel) — 24 min 14 s Correia (Labrecque, Custosse) — 42 min 39 s Lamirault (Breton, Michel) — 45 min 19 s Labrecque (Gerling, Correia) — 45 min 41 s Ankerst (Takáč, Mickēvičs) — 50 min 39 s Gerling (Correia, Labrecque) — 54 min 13 s (SN) | Arbitrage : Jimmy Bergamelli Juges de lignes : Gildas Fontaine et Eric Briolat |
| Noré             | Gardiens         | Jučers (45 min 41 s) David (14 min 19 s) | | Arbitrage : Jimmy Bergamelli Juges de lignes : Gildas Fontaine et Eric Briolat |
| 6 min            | Pénalités        | 8 min                                    | | Arbitrage : Jimmy Bergamelli Juges de lignes : Gildas Fontaine et Eric Briolat |
|                  |                  |                                          | | Arbitrage : Jimmy Bergamelli Juges de lignes : Gildas Fontaine et Eric Briolat |

| 24 octobre 2017 | Annecy (D1) | 0-8 (0-4, 0-2, 0-2) | Grenoble (SLM) | Complexe Jean Régis 1 146 spectateurs |

| Feuille de match | Feuille de match | Feuille de match                 | Feuille de match | Feuille de match                                                           |
| ---------------- | ---------------- | -------------------------------- | --- | -------------------------------------------------------------------------- |
|                  | -                | 0-1 0-2 0-3 0-4 0-5 0-6 0-7 0-8  | Baylacq (Le Blond) — 4 min 51 s Baazzi (Bisaillon, Le Blond) — 7 min 42 s (SN) Le Blond (Bisaillon, Hordelalay) — 11 min 8 s Legault (Ville, Champagne) — 15 min 31 s Le Blond (Hordelalay, Hardy) — 28 min 5 s Giroux (Hardy) — 33 min 19 s Hordelalay (Le Blond, Côté) — 48 min 16 s Rodman (Champagne, Goličič) — 54 min 25 s (2 SN) | Arbitrage : Damien Bliek Juges de lignes : Gwilherm Margry et Damien Icard |
| Accarier         | Gardiens         | Horák (40 min) Bonvalot (20 min) | | Arbitrage : Damien Bliek Juges de lignes : Gwilherm Margry et Damien Icard |
| 10 min           | Pénalités        | 6 min                            | | Arbitrage : Damien Bliek Juges de lignes : Gwilherm Margry et Damien Icard |
|                  |                  |                                  | | Arbitrage : Damien Bliek Juges de lignes : Gwilherm Margry et Damien Icard |

| 24 octobre 2017 | Morzine-Avoriaz (D3) | 2-7 (1-1, 0-1, 1-5) | Chamonix (SLM) | Škoda Arena 1 002 spectateurs |

| Feuille de match | Feuille de match                                          | Feuille de match                    | Feuille de match | Feuille de match                                                           |
| ---------------- | --------------------------------------------------------- | ----------------------------------- | --- | -------------------------------------------------------------------------- |
|                  | Martinec — 3 min 6 s - Richard (Bonnaudet) — 56 min 5 s - | 1-0 1-1 1-2 1-3 1-4 1-5 1-6 2-6 2-7 | - Andersén (Johnston) — 12 min 54 s Johnston (Birbaum, Andersén) — 32 min 39 s (SN) Cervonik (Fujerik, Goncalves) — 44 min 53 s Glévéau (N. Besson, Andersén) — 49 min 15 s N. Besson (Johnston, Glévéau) — 52 min 33 s Fujerik (Goncalves, Vivis) — 54 min 12 s - Birbaum (Johnston, Glévéau) — 58 min 4 s | Arbitrage : Didier Drif Juges de lignes : Vincent Zede et Laurent Nomdedeu |
| Brázdil          | Gardiens                                                  | Darier                              | | Arbitrage : Didier Drif Juges de lignes : Vincent Zede et Laurent Nomdedeu |
| 22 min           | Pénalités                                                 | 22 min                              | | Arbitrage : Didier Drif Juges de lignes : Vincent Zede et Laurent Nomdedeu |
|                  |                                                           |                                     | | Arbitrage : Didier Drif Juges de lignes : Vincent Zede et Laurent Nomdedeu |

| 24 octobre 2017 | Marseille (D2) | 5-3 (1-0, 2-2, 2-1) | Briançon (D1) | Palais omnisports Marseille Grand Est 528 spectateurs |

| Feuille de match                          | Feuille de match | Feuille de match                | Feuille de match | Feuille de match                                                            |
| ----------------------------------------- | --- | ------------------------------- | --- | --------------------------------------------------------------------------- |
|                                           | Vrtek (Westerlund, McNaughton) — 5 min 6 s Jayat (Deshaies) — 20 min 45 s Deshaies (Vrtek, Westerlund) — 23 min 43 s (SN) - Novotný (Logozzo, Deshaies) — 53 min 57 s (SN) Westerlund (Geffroy, Lanceleve) — 59 min 55 s (CV) | 1-0 2-0 3-0 3-1 3-2 3-3 4-3 5-3 | - Bourgaut (Seed, Drolet) — 36 min 53 s Drolet (Kapička, Obuch) — 39 min 56 s (SN) Demers (Perron-Fontaine, Farnier) — 50 min 5 s - | Arbitrage : Adrian Popa Juges de lignes : Matthias Aman et Guillaume Gielly |
| Koutský (58 min 33 s) Niclot (1 min 27 s) | Gardiens | Duquenne (59 min 22 s)          | | Arbitrage : Adrian Popa Juges de lignes : Matthias Aman et Guillaume Gielly |
| 10 min                                    | Pénalités | 22 min                          | | Arbitrage : Adrian Popa Juges de lignes : Matthias Aman et Guillaume Gielly |
|                                           | |                                 | | Arbitrage : Adrian Popa Juges de lignes : Matthias Aman et Guillaume Gielly |

| 24 octobre 2017 | Nice (SLM) | 0-5 (0-0, 0-2, 0-3) | Gap (SLM) | Palais des sports Jean-Bouin 492 spectateurs |

| Feuille de match | Feuille de match | Feuille de match    | Feuille de match | Feuille de match                                                                          |
| ---------------- | ---------------- | ------------------- | --- | ----------------------------------------------------------------------------------------- |
|                  | -                | 0-1 0-2 0-3 0-4 0-5 | Tringale (Ross, McDonald) — 25 min 34 s McDonald (Ross, Gutierrez) — 27 min 4 s (SN) Puhakka (Lacheny, Tringale) — 46 min 54 s Cambell (Thillet, Ross) — 48 min 4 s Tringale (McDonald, Puhakka) — 49 min 58 s | Arbitrage : Geoffrey Barcelo Juges de lignes : Nicolas Constantineau et Frédéric Peurière |
| Charton          | Gardiens         | Lerg                | | Arbitrage : Geoffrey Barcelo Juges de lignes : Nicolas Constantineau et Frédéric Peurière |
| 37 min           | Pénalités        | 4 min               | | Arbitrage : Geoffrey Barcelo Juges de lignes : Nicolas Constantineau et Frédéric Peurière |
|                  |                  |                     | | Arbitrage : Geoffrey Barcelo Juges de lignes : Nicolas Constantineau et Frédéric Peurière |

| 24 octobre 2017 | Anglet (D1) | 1-5 (1-0, 0-1, 0-4) | Bordeaux (SLM) | Patinoire de la Barre 1 200 spectateurs |

| Feuille de match | Feuille de match                           | Feuille de match        | Feuille de match | Feuille de match                                                                  |
| ---------------- | ------------------------------------------ | ----------------------- | --- | --------------------------------------------------------------------------------- |
|                  | Riendeau (Ubieto, Gauthier) — 3 min 19 s - | 1-0 1-1 1-2 1-3 1-4 1-5 | - Labelle — 38 min 9 s (SN) Edwards (Besch) — 44 min 38 s Sauvé (Hughesman, McEachen) — 45 min 55 s (SN) Edwards (Desrosiers, Jaatinen) — 48 min 59 s (SN) André (Janil) — 52 min 4 s () | Arbitrage : Laurent Garbay Juges de lignes : Charlotte Girard et Leevan Thiebault |
| Bertein          | Gardiens                                   | Fouquerel               | | Arbitrage : Laurent Garbay Juges de lignes : Charlotte Girard et Leevan Thiebault |
| 37 min           | Pénalités                                  | 14 min                  | | Arbitrage : Laurent Garbay Juges de lignes : Charlotte Girard et Leevan Thiebault |
|                  |                                            |                         | | Arbitrage : Laurent Garbay Juges de lignes : Charlotte Girard et Leevan Thiebault |

| 24 octobre 2017 | Clermont-Ferrand (D2) | 0-6 (0-3, 0-1, 0-2) | Cholet (D1) | Patinoire de Clermont Communauté 283 spectateurs |

| Feuille de match | Feuille de match | Feuille de match        | Feuille de match | Feuille de match                                                              |
| ---------------- | ---------------- | ----------------------- | --- | ----------------------------------------------------------------------------- |
|                  | -                | 0-1 0-2 0-3 0-4 0-5 0-6 | Kristín (Mrkvička, Borovsky) — 8 min 42 s (SN) Doyle (Freeman, Tremblay) — 12 min 47 s (SN) McGovern (Tremblay, Klejna) — 17 min 17 s Freeman (Destoop, Grofek) — 37 min 16 s Szabo (Grofek) — 40 min 38 s Couturier (Sarlin, Destoop) — 56 min 7 s | Arbitrage : Alexis Grabit Juges de lignes : Olivier Salicio et Florian Robert |
| Hurajt           | Gardiens         | Depanian                | | Arbitrage : Alexis Grabit Juges de lignes : Olivier Salicio et Florian Robert |
| 10 min           | Pénalités        | 10 min                  | | Arbitrage : Alexis Grabit Juges de lignes : Olivier Salicio et Florian Robert |
|                  |                  |                         | | Arbitrage : Alexis Grabit Juges de lignes : Olivier Salicio et Florian Robert |

| 24 octobre 2017 | Limoges (D2) | 3-2 (2-0, 1-1, 0-1) | Toulouse-Blagnac (D2) | Patinoire des Casseaux 512 spectateurs |

| Feuille de match | Feuille de match | Feuille de match    | Feuille de match                                                                     | Feuille de match                                                            |
| ---------------- | --- | ------------------- | ------------------------------------------------------------------------------------ | --------------------------------------------------------------------------- |
|                  | Dumélié (Rohwedder, Cútt) — 7 min 51 s Deumélié (Eischen, Mameri) — 19 min 32 s (2 SN) - Eischen (Cútt, Rohwedder) — 37 min 36 s (SN) - | 1-0 2-0 2-1 3-1 3-2 | - Faure (Krukoff, Repetto) — 22 min 36 s - Martin-Whalen (Saint-André) — 40 min 18 s | Arbitrage : Pascal Telliez Juges de lignes : Thomas Honoré et Romain Honoré |
| Laufray          | Gardiens | Kubiš               |                                                                                      | Arbitrage : Pascal Telliez Juges de lignes : Thomas Honoré et Romain Honoré |
| 6 min            | Pénalités | 12 min              |                                                                                      | Arbitrage : Pascal Telliez Juges de lignes : Thomas Honoré et Romain Honoré |
|                  | |                     |                                                                                      | Arbitrage : Pascal Telliez Juges de lignes : Thomas Honoré et Romain Honoré |

| 24 octobre 2017 | Tours (D1) | 1-5 (1-2, 0-1, 0-2) | Angers (SLM) | Patinoire de Tours 1 300 spectateurs |

| Feuille de match | Feuille de match                                   | Feuille de match        | Feuille de match | Feuille de match                                                                |
| ---------------- | -------------------------------------------------- | ----------------------- | --- | ------------------------------------------------------------------------------- |
|                  | - Gabaj (Buonincontri, Laine) — 13 min 49 s (SN) - | 0-1 0-2 1-2 1-3 1-4 1-5 | Lévèque (Gibert, Casini) — 2 min 29 s Arrossamena (Bouchard, Masson) — 4 min 9 s (SN) - Bouchard (Masson, Drouin) — 38 min 45 s Lacroix (Henderson) — 40 min 22 s Lévèque — 55 min 48 s | Arbitrage : Savice Fabre Juges de lignes : Vincent Villard et Clément Goncalves |
| Kristín          | Gardiens                                           | Hardy                   | | Arbitrage : Savice Fabre Juges de lignes : Vincent Villard et Clément Goncalves |
| 22 min           | Pénalités                                          | 34 min                  | | Arbitrage : Savice Fabre Juges de lignes : Vincent Villard et Clément Goncalves |
|                  |                                                    |                         | | Arbitrage : Savice Fabre Juges de lignes : Vincent Villard et Clément Goncalves |

| 24 octobre 2017 | Brest (D1) | 2-4 (1-1, 0-2, 1-1) | Nantes (D1) | Rïnkla Stadium 476 spectateurs |

| Feuille de match | Feuille de match                                                        | Feuille de match        | Feuille de match | Feuille de match                                                                          |
| ---------------- | ----------------------------------------------------------------------- | ----------------------- | --- | ----------------------------------------------------------------------------------------- |
|                  | Pain (Cannizzo) — 10 min 57 s - Kolodziejczyk (Kristek) — 46 min 48 s - | 1-0 1-1 1-2 1-3 2-3 2-4 | - Martinka (Asselin, Bini) — 16 min 41 s Dufournet (Bohémier, Fillion) — 29 min 36 s Grand-Maison (Léveillé) — 39 min 23 s - Grand-Maison — 59 min 33 s (CV) | Arbitrage : Pierre Dehaen Juges de lignes : Charles-Edouard Salmon et Sébastien Levasseur |
| Ruby             | Gardiens                                                                | Lapointe                | | Arbitrage : Pierre Dehaen Juges de lignes : Charles-Edouard Salmon et Sébastien Levasseur |
| 6 min            | Pénalités                                                               | 6 min                   | | Arbitrage : Pierre Dehaen Juges de lignes : Charles-Edouard Salmon et Sébastien Levasseur |
|                  |                                                                         |                         | | Arbitrage : Pierre Dehaen Juges de lignes : Charles-Edouard Salmon et Sébastien Levasseur |

| 24 octobre 2017 | Valenciennes (D2) | 0-5 (0-1, 0-1, 0-3) | Neuilly-sur-Marne (D1) | Patinoire Valigloo 593 spectateurs |

| Feuille de match | Feuille de match | Feuille de match    | Feuille de match | Feuille de match                                                                    |
| ---------------- | ---------------- | ------------------- | --- | ----------------------------------------------------------------------------------- |
|                  | -                | 0-1 0-2 0-3 0-4 0-5 | Jones (Saliji, Dubuc) — 16 min 50 s Saliji (Dubuc, Souchere) — 39 min 52 s Dubé (Bouchard) — 42 min 24 s () Diaferia (Guimbard, Jeník) — 43 min 19 s (2 SN) Cardinal (Dubé) — 46 min 48 s | Arbitrage : Stéphane Rousselin Juges de lignes : Jason Thorrignac et Cédric Turbert |
| Sedlacko         | Gardiens         | Souchere            | | Arbitrage : Stéphane Rousselin Juges de lignes : Jason Thorrignac et Cédric Turbert |
| 22 min           | Pénalités        | 14 min              | | Arbitrage : Stéphane Rousselin Juges de lignes : Jason Thorrignac et Cédric Turbert |
|                  |                  |                     | | Arbitrage : Stéphane Rousselin Juges de lignes : Jason Thorrignac et Cédric Turbert |

| 14 novembre 2017 | Français volants (D2) | 1-7 (0-1, 1-3, 0-3) | Dunkerque (D1) | Patinoire Sonja Henie |

| Feuille de match | Feuille de match                         | Feuille de match                | Feuille de match | Feuille de match                                                          |
| ---------------- | ---------------------------------------- | ------------------------------- | --- | ------------------------------------------------------------------------- |
|                  | - Houeix (Rivero, Peret) — 28 min 32 s - | 0-1 0-2 0-3 1-3 1-4 1-5 1-6 1-7 | Thomas (Mikušovič, Pavlíček) — 18 min 5 s Thomas (Budínský, Kalisa) — 25 min 13 s Thomas — 27 min 12 s - Direr (Martial, Zeliska) — 31 min 9 s Direr (Lafrance, Zeliska) — 52 min 45 s Parisot — 57 min 5 s Mikušovič (Budínský, Thomas) — 58 min 26 s | Arbitrage : Julien Peyre Juges de lignes : Samuel Fessier et Romain Bispo |
| Blasband         | Gardiens                                 | Chimienti                       | | Arbitrage : Julien Peyre Juges de lignes : Samuel Fessier et Romain Bispo |
| 6 min            | Pénalités                                | 4 min                           | | Arbitrage : Julien Peyre Juges de lignes : Samuel Fessier et Romain Bispo |
|                  |                                          |                                 | | Arbitrage : Julien Peyre Juges de lignes : Samuel Fessier et Romain Bispo |

| 24 octobre 2017 | Cergy-Pontoise (D1) | 3-0 (0-0, 2-0, 1-0) | Caen (D1) | Aren'ice 923 spectateurs |

| Feuille de match | Feuille de match                                                                                        | Feuille de match | Feuille de match | Feuille de match                                                                 |
| ---------------- | --- | ---------------- | ---------------- | -------------------------------------------------------------------------------- |
|                  | Bureau-Blais (Caron) — 31 min 35 s Šinkovič (Malý, Pälve) — 36 min 6 s (SN) Caron (Ricci) — 57 min 53 s | 1-0 2-0 3-0      | -                | Arbitrage : Frédéric Le Berre Juges de lignes : Fabien Metais et Théo Armbruster |
| Barrier          | Gardiens                                                                                                | Papillon         |                  | Arbitrage : Frédéric Le Berre Juges de lignes : Fabien Metais et Théo Armbruster |
| 22 min           | Pénalités                                                                                               | 22 min           |                  | Arbitrage : Frédéric Le Berre Juges de lignes : Fabien Metais et Théo Armbruster |
|                  | |                  |                  | Arbitrage : Frédéric Le Berre Juges de lignes : Fabien Metais et Théo Armbruster |

| 24 octobre 2017 | Rouen (SLM) | 3-1 (1-0, 1-1, 1-0) | Amiens (SLM) | L'Île Lacroix 2 610 spectateurs |

| Feuille de match | Feuille de match                                                                      | Feuille de match | Feuille de match                                           | Feuille de match                                                              |
| ---------------- | ------------------------------------------------------------------------------------- | ---------------- | ---------------------------------------------------------- | ----------------------------------------------------------------------------- |
|                  | Wohlberg — 19 min 26 s Wohlberg — 35 min 36 s - Bedin (Langlais, Guttig) — 41 min 6 s | 1-0 2-0 2-1 3-1  | - Valery-Trabucco (Laakkonen, Romand) — 38 min 38 s (SN) - | Arbitrage : Alexandre Bourreau Juges de lignes : Yann Furet et Jérémie Douchy |
| Pintarič         | Gardiens                                                                              | Buysse           |                                                            | Arbitrage : Alexandre Bourreau Juges de lignes : Yann Furet et Jérémie Douchy |
| 2 min            | Pénalités                                                                             | 6 min            |                                                            | Arbitrage : Alexandre Bourreau Juges de lignes : Yann Furet et Jérémie Douchy |
|                  |                                                                                       |                  |                                                            | Arbitrage : Alexandre Bourreau Juges de lignes : Yann Furet et Jérémie Douchy |

| 24 octobre 2017 | Amnéville (D2) | 1-9 (0-3, 0-2, 1-4) | Mulhouse (SLM) | Patinoire du Centre de Loisirs 246 spectateurs |

| Feuille de match                            | Feuille de match                       | Feuille de match                        | Feuille de match | Feuille de match                                                                         |
| ------------------------------------------- | -------------------------------------- | --------------------------------------- | --- | ---------------------------------------------------------------------------------------- |
|                                             | - Dars (Maurer, Leheron) — 58 min 46 s | 0-1 0-2 0-3 0-4 0-5 0-6 0-7 0-8 0-9 1-9 | Vīgners (Quessandier, Östman) — 4 min 41 s (SN) Rehuš (Havlík, Vigners) — 5 min 17 s Treille (Havlík, Rehuš) — 9 min 37 s Genest (Vīgners) — 21 min 2 s Vīgners (Östman) — 33 min 49 s Rioux (Ten Braak) — 44 min Paakkolanvaara (Rubeš, Genest) — 49 min 50 s Hecquefeuille (Treille, Quessandier) — 56 min 5 s Havlík (Treille) — 56 min 28 s - | Arbitrage : Jérémy Rauline Juges de lignes : Justin Chouleur et Sueva Torribio-Rousselin |
| Casensky (58 min 46 s) Serrano (1 min 14 s) | Gardiens                               | Muller                                  | | Arbitrage : Jérémy Rauline Juges de lignes : Justin Chouleur et Sueva Torribio-Rousselin |
| 4 min                                       | Pénalités                              | 6 min                                   | | Arbitrage : Jérémy Rauline Juges de lignes : Justin Chouleur et Sueva Torribio-Rousselin |
|                                             |                                        |                                         | | Arbitrage : Jérémy Rauline Juges de lignes : Justin Chouleur et Sueva Torribio-Rousselin |

| 24 octobre 2017 | Strasbourg (SLM) | 4-5 (pr) (1-2, 1-1, 2-1, 0-1) | Épinal (SLM) | Patinoire Iceberg 511 spectateurs |

| Feuille de match | Feuille de match | Feuille de match                    | Feuille de match | Feuille de match                                                                    |
| ---------------- | --- | ----------------------------------- | --- | ----------------------------------------------------------------------------------- |
|                  | - Brenton (Boström, Dīķis) — 7 min 14 s Dikis (Bergeron) — 29 min 20 s - Chapuis (Augstkalns, Burgert) — 43 min 32 s - Důras (Boström) — 58 min 44 s - | 0-1 0-2 1-2 2-2 2-3 3-3 3-4 4-4 4-5 | Mulle (Fauchon) — 2 min 5 s Soudek (Sabatier, Mosienko) — 6 min 42 s - Gratton (Nikiforuk) — 34 min 3 s - Mulle (Sabatier, Martin) — 51 min 22 s - McDonough (Llorca, Nikiforuk) — 66 min 17 s | Arbitrage : Nicolas Cregut Juges de lignes : David Courgeon et Anne-Sophie Boniface |
| Beck             | Gardiens | Hočevar                             | | Arbitrage : Nicolas Cregut Juges de lignes : David Courgeon et Anne-Sophie Boniface |
| 4 min            | Pénalités | 12 min                              | | Arbitrage : Nicolas Cregut Juges de lignes : David Courgeon et Anne-Sophie Boniface |
|                  | |                                     | | Arbitrage : Nicolas Cregut Juges de lignes : David Courgeon et Anne-Sophie Boniface |

## Huitièmes de finale
| 22 novembre 2017 | Neuilly-sur-Marne (D1) | 3-1 (0-1, 1-0, 2-0) | Cergy-Pontoise (D1) | Patinoire municipale de Neuilly-sur-Marne 235 spectateurs |

| Feuille de match | Feuille de match                                                                 | Feuille de match | Feuille de match                    | Feuille de match                                                                       |
| ---------------- | -------------------------------------------------------------------------------- | ---------------- | ----------------------------------- | -------------------------------------------------------------------------------------- |
|                  | - Dubé (Rioux) — 27 min 47 s Jones (Wigginton) — 58 min Rioux — 59 min 20 s (CV) | 0-1 1-1 2-1 3-1  | Caron (Prokop) — 19 min 22 s (SN) - | Arbitrage : Alexandre Bourreau Juges de lignes : Joffrey Yssembourg et Théo Armbruster |
| Sopko            | Gardiens                                                                         | Barrier          |                                     | Arbitrage : Alexandre Bourreau Juges de lignes : Joffrey Yssembourg et Théo Armbruster |
| 22 min           | Pénalités                                                                        | 10 min           |                                     | Arbitrage : Alexandre Bourreau Juges de lignes : Joffrey Yssembourg et Théo Armbruster |
|                  |                                                                                  |                  |                                     | Arbitrage : Alexandre Bourreau Juges de lignes : Joffrey Yssembourg et Théo Armbruster |

| 21 novembre 2017 | Mulhouse (SLM) | 3-4 (pr) (1-1, 0-0, 2-2, 0-1) | Rouen (SLM) | Patinoire de l'Illberg 754 spectateurs |

| Feuille de match | Feuille de match                                                                                               | Feuille de match            | Feuille de match | Feuille de match                                                                    |
| ---------------- | --- | --------------------------- | --- | ----------------------------------------------------------------------------------- |
|                  | Tománek (Vīgners, Östman) — 7 min 38 s (SN) - Rehuš (Jurik, Havlík) — 43 min 13 s (SN) Tománek — 49 min 55 s - | 1-0 1-1 1-2 1-3 2-3 3-3 3-4 | - Roy (Langlais, Thinel) — 9 min 55 s (SN) Chakiachvili (Antonietti) — 43 min 35 s Lampérier (Guttig, Antonietti) — 44 min 52 s (SN) - Aleardi (Deschamps, Thinel) — 67 min 31 s (SN) | Arbitrage : Nicolas Crégut Juges de lignes : Anne-Sophie Boniface et David Courgeon |
| Raibon           | Gardiens | Pintarič                    | | Arbitrage : Nicolas Crégut Juges de lignes : Anne-Sophie Boniface et David Courgeon |
| 14 min           | Pénalités | 10 min                      | | Arbitrage : Nicolas Crégut Juges de lignes : Anne-Sophie Boniface et David Courgeon |
|                  | |                             | | Arbitrage : Nicolas Crégut Juges de lignes : Anne-Sophie Boniface et David Courgeon |

| 21 novembre 2017 | Dunkerque (D1) | 5-2 (0-2, 4-0, 1-0) | Épinal (SLM) | Patinoire Michel-Raffoux 553 spectateurs |

| Feuille de match | Feuille de match | Feuille de match            | Feuille de match                                                      | Feuille de match                                                                 |
| ---------------- | --- | --------------------------- | --------------------------------------------------------------------- | -------------------------------------------------------------------------------- |
|                  | - Garrido — 22 min 16 s Thomas (Budínský, Lafrance) — 26 min 20 s Direr — 36 min 49 s Budínský (Thomas, Mikušovič) — 37 min 52 s Mikušovič (Matima) — 59 min 24 s (CV) | 0-1 0-2 1-2 2-2 3-2 4-2 5-2 | McDonough (Susanj) — 2 min 39 s Mulle (Farina, Devin) — 10 min 49 s - | Arbitrage : Julien Peyre Juges de lignes : Aurélien Smeeckaert et Thomas Caillot |
| Chimienti        | Gardiens | Charpentier                 |                                                                       | Arbitrage : Julien Peyre Juges de lignes : Aurélien Smeeckaert et Thomas Caillot |
| 6 min            | Pénalités | 18 min                      |                                                                       | Arbitrage : Julien Peyre Juges de lignes : Aurélien Smeeckaert et Thomas Caillot |
|                  | |                             |                                                                       | Arbitrage : Julien Peyre Juges de lignes : Aurélien Smeeckaert et Thomas Caillot |

| 21 novembre 2017 | Cholet (D1) | 6-5 (0-2, 2-0, 4-3) | Angers (SLM) | Complexe sportif Glisséo |

| Feuille de match | Feuille de match | Feuille de match                            | Feuille de match | Feuille de match                                                             |
| ---------------- | --- | ------------------------------------------- | --- | ---------------------------------------------------------------------------- |
|                  | - McGovern — 22 min 30 s Bergeron (Mrkvička) — 31 min 54 s - Jestin (Destoop, Kristín) — 50 min 51 s Freeman (Klejna) — 51 min 43 s McGovern (Destoop, Mrkvička) — 52 min 50 s Destoop (McGovern, Kristín) — 55 min 32 s - | 0-1 0-2 1-2 2-2 2-3 2-4 3-4 4-4 5-4 6-4 6-5 | Lacroix (Gaborit, Masson) — 3 min 15 s Lévèque (Sonne, Drouin) — 15 min 53 s - Gaborit (Henderson, Lacroix) — 41 min 47 s Arrossamena (Henderson) — 45 min 48 s - Coulombe (Albert) — 59 min 52 s (JS) | Arbitrage : Savice Fabre Juges de lignes : Thomas Honoré et Maxime Laboulais |
| Depanian         | Gardiens | Hardy                                       | | Arbitrage : Savice Fabre Juges de lignes : Thomas Honoré et Maxime Laboulais |
| 12 min           | Pénalités | 10 min                                      | | Arbitrage : Savice Fabre Juges de lignes : Thomas Honoré et Maxime Laboulais |
|                  | |                                             | | Arbitrage : Savice Fabre Juges de lignes : Thomas Honoré et Maxime Laboulais |

| 21 novembre 2017 | Nantes (D1) | 3-6 (0-2, 3-2, 0-2) | Lyon (SLM) | Patinoire du centre de loisirs du Petit Port 497 spectateurs |

| Feuille de match | Feuille de match | Feuille de match                    | Feuille de match | Feuille de match                                                                   |
| ---------------- | --- | ----------------------------------- | --- | ---------------------------------------------------------------------------------- |
|                  | - Bohémier (Léveillé, Martinka) — 29 min 10 s - Dufournet (Bohémier, Martinka) — 31 min 22 s (SN) Rhéaume (Martinka) — 36 min 19 s - | 0-1 0-2 0-3 1-3 1-4 2-4 3-4 3-5 3-6 | Correia (Ankerst, Gerling) — 1 min 2 s Tomko (Gerling, Ankerst) — 13 min 15 s Tchernook (Takáč, Mickēvičs) — 28 min 15 s - Michel — 29 min 40 s - Gerling — 56 min 22 s Takáč (Lamirault, Tomko) — 58 min 8 s | Arbitrage : Jérémy Rauline Juges de lignes : Florian Tocqueville et Jérémie Douchy |
| Lapointe         | Gardiens | Jučers                              | | Arbitrage : Jérémy Rauline Juges de lignes : Florian Tocqueville et Jérémie Douchy |
| 4 min            | Pénalités | 6 min                               | | Arbitrage : Jérémy Rauline Juges de lignes : Florian Tocqueville et Jérémie Douchy |
|                  | |                                     | | Arbitrage : Jérémy Rauline Juges de lignes : Florian Tocqueville et Jérémie Douchy |

| 21 novembre 2017 | Limoges (D2) | 1-8 (1-3, 0-2, 0-3) | Bordeaux (SLM) | Patinoire des Casseaux 959 spectateurs |

| Feuille de match                            | Feuille de match                 | Feuille de match                    | Feuille de match | Feuille de match                                                                  |
| ------------------------------------------- | -------------------------------- | ----------------------------------- | --- | --------------------------------------------------------------------------------- |
|                                             | - Couvat (Soldán) — 5 min 19 s - | 0-1 1-1 1-2 1-3 1-4 1-5 1-6 1-7 1-8 | Besch (Edwards, Guillaume) — 3 min 37 s - Edwards (Desrosiers, Besch) — 8 min 12 s (SN) Guillaume (Desrosiers, Edwards) — 17 min 55 s (SN) Paquin (Moisand, Cadren) — 35 min 49 s Terrier (Desrosiers, Janil) — 37 min 2 s Sauvé (Hughesman, Labelle) — 40 min 45 s Dieudé-Fauvel (Cadren, Tarantino) — 43 min 23 s Labelle (Sauvé, Dieudé-Fauvel) — 45 min | Arbitrage : Laurent Garbay Juges de lignes : Laurent Antunes et Clément Goncalves |
| Laufray (30 min 40 s) Corallo (29 min 20 s) | Gardiens                         | Fouquerel (40 min) Humbert (20 min) | | Arbitrage : Laurent Garbay Juges de lignes : Laurent Antunes et Clément Goncalves |
| 16 min                                      | Pénalités                        | 12 min                              | | Arbitrage : Laurent Garbay Juges de lignes : Laurent Antunes et Clément Goncalves |
|                                             |                                  |                                     | | Arbitrage : Laurent Garbay Juges de lignes : Laurent Antunes et Clément Goncalves |

| 21 novembre 2017 | Marseille (D2) | 1-7 (0-1, 1-4, 0-2) | Chamonix (SLM) | Palais omnisports Marseille Grand Est 816 spectateurs |

| Feuille de match | Feuille de match                  | Feuille de match                | Feuille de match | Feuille de match                                                               |
| ---------------- | --------------------------------- | ------------------------------- | --- | ------------------------------------------------------------------------------ |
|                  | - Vrtek (Novotný) — 29 min 30 s - | 0-1 0-2 0-3 0-4 1-4 1-5 1-6 1-7 | Laplace (Honka, Biscard) — 8 min 26 s Fujerik (Birbaum, Johnston) — 23 min 26 s Pulliainen — 26 min 16 s Erdugan (Andersén, Johnston) — 28 min 43 s - Rundgren (Juha) — 32 min 47 s (SN) Erdugan (Loizeau, Johnston) — 48 min 7 s Andersén (Lanvers) — 56 min 54 s | Arbitrage : Benjamin Scolari Juges de lignes : Eric Briolat et Gildas Fontaine |
| Koutský          | Gardiens                          | Sabol                           | | Arbitrage : Benjamin Scolari Juges de lignes : Eric Briolat et Gildas Fontaine |
| 16 min           | Pénalités                         | 6 min                           | | Arbitrage : Benjamin Scolari Juges de lignes : Eric Briolat et Gildas Fontaine |
|                  |                                   |                                 | | Arbitrage : Benjamin Scolari Juges de lignes : Eric Briolat et Gildas Fontaine |

| 21 novembre 2017 | Gap (SLM) | 5-4 (1-2, 3-1, 1-1) | Grenoble (SLM) | Alp'Arena 1 833 spectateurs |

| Feuille de match | Feuille de match | Feuille de match                           | Feuille de match | Feuille de match                                                                    |
| ---------------- | --- | ------------------------------------------ | --- | ----------------------------------------------------------------------------------- |
|                  | Scheid (Linsmayer, Campbell) — 4 min 54 s (SN) - Crinon (Lacheny, Gutierrez) — 26 min 25 s Scheid — 31 min 44 s (2 SN) Thillet (Bouvet) — 32 min 24 s - Campbell (Ross, Scheid) — 40 min 53 s (SN) - | 1-0 1-1 1-2 2-2 3-2 4-2 4-3 5-3 5-4        | - Kunnas (Champagne) — 9 min 59 s Legault (Baazzi) — 11 min 39 s - Hardy (Rodman, Goličič) — 38 min 46 s (SN) - Baylacq (Legault) — 54 min 58 s | Arbitrage : Benjamin Gremion Juges de lignes : Frédéric Peurière et Gwilherm Margry |
| Lerg             | Gardiens | Horák (32 min 24 s) Bonvalot (26 min 22 s) | | Arbitrage : Benjamin Gremion Juges de lignes : Frédéric Peurière et Gwilherm Margry |
| 6 min            | Pénalités | 16 min                                     | | Arbitrage : Benjamin Gremion Juges de lignes : Frédéric Peurière et Gwilherm Margry |
|                  | |                                            | | Arbitrage : Benjamin Gremion Juges de lignes : Frédéric Peurière et Gwilherm Margry |

## Quarts de finale
| 20 décembre 2017 | Neuilly-sur-Marne (D1) | 3-4 (pr) (2-0, 1-1, 0-2, 0-1) | Lyon (SLM) | Patinoire municipale de Neuilly-sur-Marne 280 spectateurs |

| Feuille de match | Feuille de match | Feuille de match            | Feuille de match | Feuille de match                                                                    |
| ---------------- | --- | --------------------------- | --- | ----------------------------------------------------------------------------------- |
|                  | Dubuc (Saliji, Jones) — 4 min 24 s (SN) Jones (Saliji, McSween) — 18 min 43 s (SN) - Jones (Chabert, Saliji) — 38 min 25 s - | 1-0 2-0 2-1 3-1 3-2 3-3 3-4 | - Tomko (Correia, Labrecque) — 35 min 46 s - Mickēvičs (Tomko) — 43 min 37 s Correia (Gerling) — 51 min 18 s Labrecque (Demiters) — 61 min 51 s | Arbitrage : Damien Bliek Juges de lignes : Jérémie Douchy et Charles-Édouard Salmon |
| Sopko            | Gardiens | Stojanovič                  | | Arbitrage : Damien Bliek Juges de lignes : Jérémie Douchy et Charles-Édouard Salmon |
| 8 min            | Pénalités | 6 min                       | | Arbitrage : Damien Bliek Juges de lignes : Jérémie Douchy et Charles-Édouard Salmon |
|                  | |                             | | Arbitrage : Damien Bliek Juges de lignes : Jérémie Douchy et Charles-Édouard Salmon |

| 19 décembre 2017 | Dunkerque (D1) | 2-4 (0-1, 2-1, 0-2) | Bordeaux (SLM) | Patinoire Michel-Raffoux 746 spectateurs |

| Feuille de match | Feuille de match                                                                              | Feuille de match        | Feuille de match | Feuille de match                                                               |
| ---------------- | --------------------------------------------------------------------------------------------- | ----------------------- | --- | ------------------------------------------------------------------------------ |
|                  | - Budínský (Young, Thomas) — 36 min 31 s (SN) Thomas (Matima, Prissaint) — 37 min 59 s (SN) - | 0-1 0-2 1-2 2-2 2-3 2-4 | Jaatinen (Cadren) — 15 min 24 s (IN) Jaatinen (Edwards, Desrosiers) — 31 min 55 s (SN) - Desrosiers (Labelle, Dieudé-Fauvel) — 40 min 7 s Terrier (Sauvé, McEachen) — 40 min 52 s (SN) | Arbitrage : Adrien Ernecq Juges de lignes : Anne-Sophie Boniface et Yann Furet |
| Chimienti        | Gardiens                                                                                      | Quemener                | | Arbitrage : Adrien Ernecq Juges de lignes : Anne-Sophie Boniface et Yann Furet |
| 12 min           | Pénalités                                                                                     | 39 min                  | | Arbitrage : Adrien Ernecq Juges de lignes : Anne-Sophie Boniface et Yann Furet |
|                  |                                                                                               |                         | | Arbitrage : Adrien Ernecq Juges de lignes : Anne-Sophie Boniface et Yann Furet |

| 20 décembre 2017 | Cholet (D1) | 1-5 (0-2, 1-2, 0-1) | Gap (SLM) | Complexe sportif Glisséo |

| Feuille de match | Feuille de match                              | Feuille de match        | Feuille de match | Feuille de match                                                                       |
| ---------------- | --------------------------------------------- | ----------------------- | --- | -------------------------------------------------------------------------------------- |
|                  | - Freeman (Szabo, Doyle) — 36 min 20 s (SN) - | 0-1 0-2 0-3 0-4 1-4 1-5 | Campbell (McCormack, Gutierrez) — 12 min 35 s (SN) Tringale — 15 min 3 s Farnier (Colomban, Lacheny) — 29 min 39 s Lewis (McDonald) — 32 min 12 s - Glen (Serer, McCormack) — 46 min 20 s | Arbitrage : Alexandre Hauchart Juges de lignes : Charlotte Girard et Clément Goncalves |
| Saez             | Gardiens                                      | Lerg                    | | Arbitrage : Alexandre Hauchart Juges de lignes : Charlotte Girard et Clément Goncalves |
| 8 min            | Pénalités                                     | 8 min                   | | Arbitrage : Alexandre Hauchart Juges de lignes : Charlotte Girard et Clément Goncalves |
|                  |                                               |                         | | Arbitrage : Alexandre Hauchart Juges de lignes : Charlotte Girard et Clément Goncalves |

| 20 décembre 2017 | Chamonix (SLM) | 2-4 (1-0, 1-3, 0-1) | Rouen (SLM) | Centre sportif Richard-Bozon 425 spectateurs |

| Feuille de match | Feuille de match                                                            | Feuille de match        | Feuille de match | Feuille de match                                                                    |
| ---------------- | --------------------------------------------------------------------------- | ----------------------- | --- | ----------------------------------------------------------------------------------- |
|                  | Birbaum (Johnston, Andersén) — 37 s - Fujerik (Birbaum, Crowder) — 29 min - | 1-0 1-1 2-1 2-2 2-3 2-4 | - Colotti (Nesa, Langlais) — 27 min 51 s - Aleardi (Deschamps, Lampérier) — 33 min 30 s (SN) Antonietti (Lampérier, Ritz) — 35 min 55 s (SN) Deschamps (Guttig, Aleardi) — 51 min 25 s | Arbitrage : Geoffrey Barcelo Juges de lignes : Gwilherm Margry et Frédéric Peurière |
| Sabol            | Gardiens                                                                    | Pintarič                | | Arbitrage : Geoffrey Barcelo Juges de lignes : Gwilherm Margry et Frédéric Peurière |
| 8 min            | Pénalités                                                                   | 12 min                  | | Arbitrage : Geoffrey Barcelo Juges de lignes : Gwilherm Margry et Frédéric Peurière |
|                  |                                                                             |                         | | Arbitrage : Geoffrey Barcelo Juges de lignes : Gwilherm Margry et Frédéric Peurière |

## Demi-finales
| 9 janvier 2018 | Gap (SLM) | 6-2 (2-1, 1-1, 3-0) | Rouen (SLM) | Alp'Arena |

| Feuille de match | Feuille de match | Feuille de match                | Feuille de match                                                            | Feuille de match                                                                                          |
| ---------------- | --- | ------------------------------- | --------------------------------------------------------------------------- | --- |
|                  | - Ritt (Tringale, Crinon) — 6 min 31 s Linsmayer (R. Faure) — 8 min 23 s Campbell (Linsmayer, Scheid) — 26 min 22 s (2 SN) - Scheid (Puhakka) — 45 min 40 s Puhakka (R. Faure, Crinon) — 52 min 46 s Ross (Di Dio Balsamo) — 59 min 3 s (IN + CV) | 0-1 1-1 2-1 3-1 3-2 4-2 5-2 §-2 | Msumbu (Colotti) — 2 min 15 s - Stehlík (Deschamps, Guttig) — 38 min 46 s - | Arbitrage : Laurent Garbay et Geoffrey Barcelo Juges de lignes : Gwilherm Margry et Nicolas Constantineau |
| Lerg             | Gardiens | Pintarič                        |                                                                             | Arbitrage : Laurent Garbay et Geoffrey Barcelo Juges de lignes : Gwilherm Margry et Nicolas Constantineau |
| 8 min            | Pénalités | 12 min                          |                                                                             | Arbitrage : Laurent Garbay et Geoffrey Barcelo Juges de lignes : Gwilherm Margry et Nicolas Constantineau |
|                  | |                                 |                                                                             | Arbitrage : Laurent Garbay et Geoffrey Barcelo Juges de lignes : Gwilherm Margry et Nicolas Constantineau |

| 9 janvier 2018 | Bordeaux (SLM) | 1-2 (pr) (1-0, 0-0, 0-1, 0-1) | Lyon (SLM) | Patinoire de Mériadeck 2 510 spectateurs |

| Feuille de match | Feuille de match          | Feuille de match | Feuille de match                                         | Feuille de match                                                                               |
| ---------------- | ------------------------- | ---------------- | -------------------------------------------------------- | ---------------------------------------------------------------------------------------------- |
|                  | - Edwards — 49 min 37 s - | 1-0 1-1 1-2      | Takáč (Correia) — 16 s (SN) - Gerling — 60 min 58 s (SN) | Arbitrage : Damien Bliek et Benjamin Gremion Juges de lignes : Clément Goncalves et Yann Furet |
| Quemener         | Gardiens                  | Stojanovič       |                                                          | Arbitrage : Damien Bliek et Benjamin Gremion Juges de lignes : Clément Goncalves et Yann Furet |
| 16 min           | Pénalités                 | 12 min           |                                                          | Arbitrage : Damien Bliek et Benjamin Gremion Juges de lignes : Clément Goncalves et Yann Furet |
|                  |                           |                  |                                                          | Arbitrage : Damien Bliek et Benjamin Gremion Juges de lignes : Clément Goncalves et Yann Furet |

## Finale
| 28 janvier 2018 | Gap (SLM) | 0-2 (0-0, 0-1, 0-1) | Lyon (SLM) | AccorHotels Arena 11 557 spectateurs |

| Feuille de match | Feuille de match | Feuille de match | Feuille de match                                                 | Feuille de match                                                                                            |
| ---------------- | ---------------- | ---------------- | ---------------------------------------------------------------- | --- |
|                  | -                | 0-1 0-2          | Abramov (Sims, Tomko) — 34 min 37 s Labrecque — 58 min 56 s (CV) | Arbitrage : Geoffrey Barcelo et Laurent Garbay Juges de lignes : Nicolas Constantineau et Clément Goncalves |
| Jučers           | Gardiens         | Lerg             |                                                                  | Arbitrage : Geoffrey Barcelo et Laurent Garbay Juges de lignes : Nicolas Constantineau et Clément Goncalves |
| 8 min            | Pénalités        | 10 min           |                                                                  | Arbitrage : Geoffrey Barcelo et Laurent Garbay Juges de lignes : Nicolas Constantineau et Clément Goncalves |
|                  |                  |                  |                                                                  | Arbitrage : Geoffrey Barcelo et Laurent Garbay Juges de lignes : Nicolas Constantineau et Clément Goncalves |

## Nombre d'équipes par division et par tour
|                       | Premier tour | Seizièmes de finale | Huitièmes de finale | Quarts de finale | Demi- finales | Finale |
| Ligue Magnus 12 clubs | Exempts      | 12                  | 9                   | 5                | 4             | 2      |
| Division 1 14 clubs   | 10           | 12                  | 5                   | 3                | 0             | 0      |
| Division 2 16 clubs   | 16           | 7                   | 2                   | 0                | 0             | 0      |
| Division 3 6 clubs    | 6            | 1                   | 0                   | 0                | 0             | 0      |
| Totaux                | 32           | 32                  | 16                  | 8                | 4             | 2      |